# Gouvernement Pholien
Royaume de Belgique
Duvieusart Van Houtte
Le gouvernement Pholien, du nom de son premier ministre, Joseph Pholien a exercé le pouvoir exécutif en Belgique du 16 août 1950 au 9 janvier 1952. 
Le gouvernement Duvieusart démissionne peu après la loi d'attribution des pouvoirs royaux au prince Baudouin. Le PSC-CVP, détenteur d'une courte majorité absolue, est chargé de former un gouvernement. Après quelques jours de débats internes chez les sociaux-chrétiens (relatifs à la présence ou non de Gaston Eyskens au sein du nouvel exécutif), Joseph Pholien prend la tête d'un nouveau gouvernement. L'avenir du gouvernement n'était pas assuré, étant donné la faible majorité dont il dispose et les tensions internes au sein du PSC-CVP à la suite de la résolution de la Question royale. 
Les négociations du plan Schuman et la signature du traité de Paris, mettant en place la Communauté européenne du charbon et de l'acier (ancêtre de l'Union européenne), ont lieu sous ce gouvernement. La possibilité de déléguer une partie de la souveraineté belge à des instances supranationales, nécessitant une réforme de la Constitution, est un des enjeux des débats. 
C'est sous ce gouvernement que commence la deuxième guerre scolaire. Le financement des écoles libres par l'État est jugé trop élevé par l'opposition socialiste : les socialistes considèrent que l'enseignement libre, parce que n'étant pas directement lié à l'État, ne peut être légitimement financé par celui-ci ; l'enseignement libre est également désigné comme étant directement au service du PSC-CVP. La création de commissions mixtes en octobre 1951, rassemblant des représentants de l'enseignement libre et de l'enseignement officiel, est dénoncée par les socialistes comme étant une forme d'ingérence du libre dans le secteur officiel, surtout que le libre pouvait s'y prononcer sur la construction d'écoles officielles sans que l'inverse ne soit possible ; les sociaux-chrétiens justifient la création de ces commissions comme devant permettre la résolution de conflits. Le conflit scolaire ouvert sous ce gouvernement allait dominer la vie politique intérieure durant toute la décennie.  
Le gouvernement s'engage aux côtés des États-Unis dans la guerre de Corée contre la Corée du Nord. Un Corps de Volontaires pour la Corée, composé de 600 hommes, est mis en place et envoyé en Corée. Le service militaire est allongé de 12 à 24 mois, non sans vives protestations au sein de l'opposition mais aussi de la gauche chrétienne. Les États-Unis considèrent cependant que l'engagement de la Belgique est trop faible tandis que cette dernière dénonce le manque de compensation financière à la suite des livraisons d'uranium originaire du Congo.  
La lutte contre le communisme se manifeste également sur le plan intérieur. Le gouvernement prend des mesures à l'encontre des fonctionnaires membres du PCB (dont l'influence est largement exagérée par le gouvernement). Une grève des dockers anversois, dont l'objet était le refus de ces derniers de débarquer des armes américaines, est suspectée de subir l'influence des communistes. Si tout cela laisse penser qu'un maccarthysme belge se met en place, le gouvernement s'engage cependant à juger les responsables de l'assassinat de Julien Lahaut, président du PCB tué chez lui le 18 août 1950, afin d'éviter que les communistes n'en profitent pour adopter une attitude revancharde. 
La crainte de la subversion communiste entraîne une forme d'inaction chez Pholien face au climat social de plus en plus tendu avec la hausse des prix. Le Conseil paritaire général, organe consultatif sans pouvoir législatif, finit pourtant par prendre des décisions favorables aux revendications syndicales. Une crise institutionnelle se déclenche, décrédibilisant Pholien au sein de son propre parti. La communication du revenu national à l'OTAN et l'OECE, dont le niveau a été volontairement sous-évalué, décrédibilise encore plus le gouvernement. Une fronde apparaît même au sein du PSC-CVP, qui refuse de voter une loi sur les loyers élaborée par le gouvernement. Finalement, Pholien finit par donner la démission de son gouvernement à Baudouin. 

## Composition
| Ministère                                                 | Nom                     | Parti           |
| --------------------------------------------------------- | ----------------------- | --------------- |
| Premier ministre                                          | Joseph Pholien          | Social-chrétien |
| Ministre des affaires étrangères                          | Paul Van Zeeland        | Social-chrétien |
| Ministre de la justice                                    | Ludovic Moyersoen       | Social-chrétien |
| Ministre des communications                               | Paul-Willem Segers      | Social-chrétien |
| Ministre des Finances                                     | Jean Van Houtte         | Social-chrétien |
| Ministre de l'instruction publique                        | Pierre Harmel           | Social-chrétien |
| Ministre de la santé publique et de la famille            | Alfred De Taeye (nl)    | Social-chrétien |
| Ministre des affaires économique et des classes moyennes  | Albert Coppé            | Social-chrétien |
| Ministre des travaux publics                              | Oscar Behogne           | Social-chrétien |
| Ministre des colonies                                     | André Dequae            | Social-chrétien |
| Ministre de l'intérieur                                   | Maurice Brasseur        | Social-chrétien |
| Ministre de la reconstruction                             | Auguste De Boodt (nl)   | Social-chrétien |
| Ministre de la défense nationale                          | Étienne Eugène De Greef | Technicien      |
| Ministre de l'Agriculture                                 | Charles Héger           | Social-chrétien |
| Ministre de la culture et adjoint à l'éducation nationale | Léonard Meurice         | Social-chrétien |
| Ministre du travail et de la prévoyance sociale           | Geeraard Van den Daele  | Social-chrétien |